# Praxithea travassosi
Praxithea travassosi es una especie de escarabajo longicornio del género Praxithea, tribu Torneutini, subfamilia Cerambycinae. Fue descrita científicamente por Lane en 1939.
La especie se mantiene activa durante todos los meses del año.

## Descripción
Mide 23-28 milímetros de longitud.

## Distribución
Se distribuye por Bolivia, Brasil, Costa Rica, Ecuador, Guyana, Guayana Francesa, Perú y Venezuela.